# Инвърнес
Вижте пояснителната страница за други значения на Инвърнес.
Инвърнѐс (на скотс и на английски: Inverness, произнася се /ɪnvərˈnɛs/ на гаелски Inbhir Nis, произнася се най-близко до Инирь Ниш) е град в югоизточната част на Северна Шотландия.

## География
Инвърнес е административен център на област Хайланд. Градът е разположен в Североизточна Шотландия, около устието на река Нес при вливането на реката в залива Мъри. Население 44 560 жители от преброяването през 2004 г.  Архив на оригинала от 2012-01-25 в Wayback Machine.

## История
Градът е възникнал като селище на пиктите около 400 г. Получава статут на град през 13 век.

## Спорт
Футболният отбор на град носи името ФК Инвърнес Калидоуниън Тисъл, по известен като Инвърнес КТ. Редовен участник е в Шотландската премиър лига.

## Известни личности
Родени в Инвърнес
- Карън Гилън (р. 1987), актриса
- Елънър Скот (р.1951), политичка

Починали в Инвърнес
- Робин Кук (1946 – 2005), политик
- Робърт Александър Уотсън-Уат (1892 – 1973), физик

## Побратимени градове
- Аугсбург, Германия
- Инвърнес, Флорида, САЩ
- Ла Бол, Франция
- Сен Валери ан Ко, Франция